# Juozas Varžgalys
Juozas Varžgalys (* 12. Oktober 1956 in Avižieniai, Rajongemeinde Ukmergė) ist ein litauischer Politiker.

## Leben
Nach dem Abitur an der Mittelschule absolvierte Juozas Varžgalys 1989 das Diplomstudium an der Lietuvos žemės ūkio akademija bei Kaunas als Ingenieur der Mechanik.
Ab 2007 leitete er als Direktor die Verwaltung von Ukmergė. 2011 war er Mitglied im Rat der Rajongemeinde Ukmergė. Seit 2016 ist er Mitglied im Seimas.
Varžgalys war Mitglied der Lietuvos valstiečių liaudininkų sąjunga.
Varžgalys ist verheiratet. Mit seiner Frau Rima hat er die Kinder Guoda, Toma.